# József Szentiványi
József Szentiványi, též József Szent-Iványi (15. listopadu 1884 Liptovský Ján nebo Liptovský Žiar. – 1. prosince 1941 Balatonfüred), byl československý politik a meziválečný poslanec Národního shromáždění za Zemskou křesťansko-socialistickou stranu, Maďarskou zemskou stranu zemědělců a malorolníků a Maďarskou národní stranu.

## Biografie
Počátkem 20. století byl jedním ze zakladatelů Gemersko-Novohradského zemědělského spolku (Gömör-Nógradi Gazdaegyesület), který působil v okolí města Rimavská Sobota.
Po parlamentních volbách v roce 1920 se stal poslancem Národního shromáždění za maďarskou křesťansko-sociální stranu. V červnu 1922 vystoupil z poslaneckého klubu maďarských křesťanských sociálů a stal se předsedou nově zřízeného poslaneckého klubu Maďarské zemské strany zemědělců a malorolníků. Ta se roku 1925 přejmenovala na Maďarskou národní stranu. Mandát obhájil za Maďarskou národní stranu v parlamentních volbách v roce 1925, kdy kandidoval na společné listině, kterou pro účel těchto voleb vytvořila Maďarská národní strana, Německý svaz zemědělců a Spišská německá strana. Společný poslanecký klub těchto tří formací se ale neudržel a Szentiványi v říjnu 1927 přešel do samostatného klubu Maďarské národní strany. V té době se ve straně začala projevovat proti Szentiványimu opozice z řad politiků nesouhlasících s jeho aktivistickým kurzem vstřícným vůči Československu.
Byl zvolen i v parlamentních volbách v roce 1929, nyní za střechovou kandidátku, v níž se spojila Maďarská národní strana, Zemská křesťansko-socialistická strana a Spišská německá strana. Mandát obhájil i v parlamentních volbách v roce 1935. Opět šlo o koalici Maďarské národní strany a Zemské křesťansko-socialistické strany. V roce 1936 se sloučily a vznikla Sjednocená maďarská strana.
V roce 1924 se uvádí jako předseda gemerského hospodářského družstva, gemerských sdružených spolků a svazu hospodářských spolků. Profesí byl velkostatkářem. Dle údajů k roku 1935 bydlel v obci Behynce (součást města Tornaľa) na jižním Slovensku. Poslanecké křeslo ztratil na podzim 1938 v souvislosti se změnami hranic Československa. Následně byl kooptován do maďarského parlamentu.
V letech 1939–1941 byl prezidentem Maďarského šachového svazu.
Vyznáním byl protestant.
Jeho syn József Szent-Ivány ml. (1910–1988) byl významným entomologem. Jeho vnučka Etelka Barsiné Pataky (1941–2018) byla politička a europoslankyně.